# 吴群
吴群（1923年—），原名伍于琛，笔名羊君、杨军等，广东顺德人，生于北京，中国摄影家，曾任中国摄影学会秘书长、《大众摄影》主编，新华社摄影部副主任。